# 斯特凡·塔什纳迪
斯特凡·塔什纳迪（羅馬尼亞語：Ștefan Tașnadi，1953年3月21日—2018年2月28日），罗马尼亚男子举重运动员。他曾代表罗马尼亚参加1980年和1984年夏季奥林匹克运动会举重比赛，其中1984年奥运会获得一枚银牌。